# Palāsa
Palāsa (teluga: పలాస) är en ort i Indien.   Den ligger i distriktet Srīkākulam och delstaten Andhra Pradesh, i den sydöstra delen av landet, 1 300 km sydost om huvudstaden New Delhi. Palāsa ligger 36 meter över havet och antalet invånare är 65 833.
Terrängen runt Palāsa är platt åt sydost, men åt nordväst är den kuperad. Terrängen runt Palāsa sluttar söderut. Runt Palāsa är det tätbefolkat, med 297 invånare per kvadratkilometer. Palāsa är det största samhället i trakten. Omgivningarna runt Palāsa är en mosaik av jordbruksmark och naturlig växtlighet.